# 玉淵潭東門駅
紅蓮南路駅（ぎょくえんたんとうもんえき）は、中華人民共和国北京市海淀区に位置する北京地下鉄16号線の駅である。

## 歴史
- 2021年12月31日：開業[1]。

## 駅構造
島式ホーム1面2線を有する地下駅。

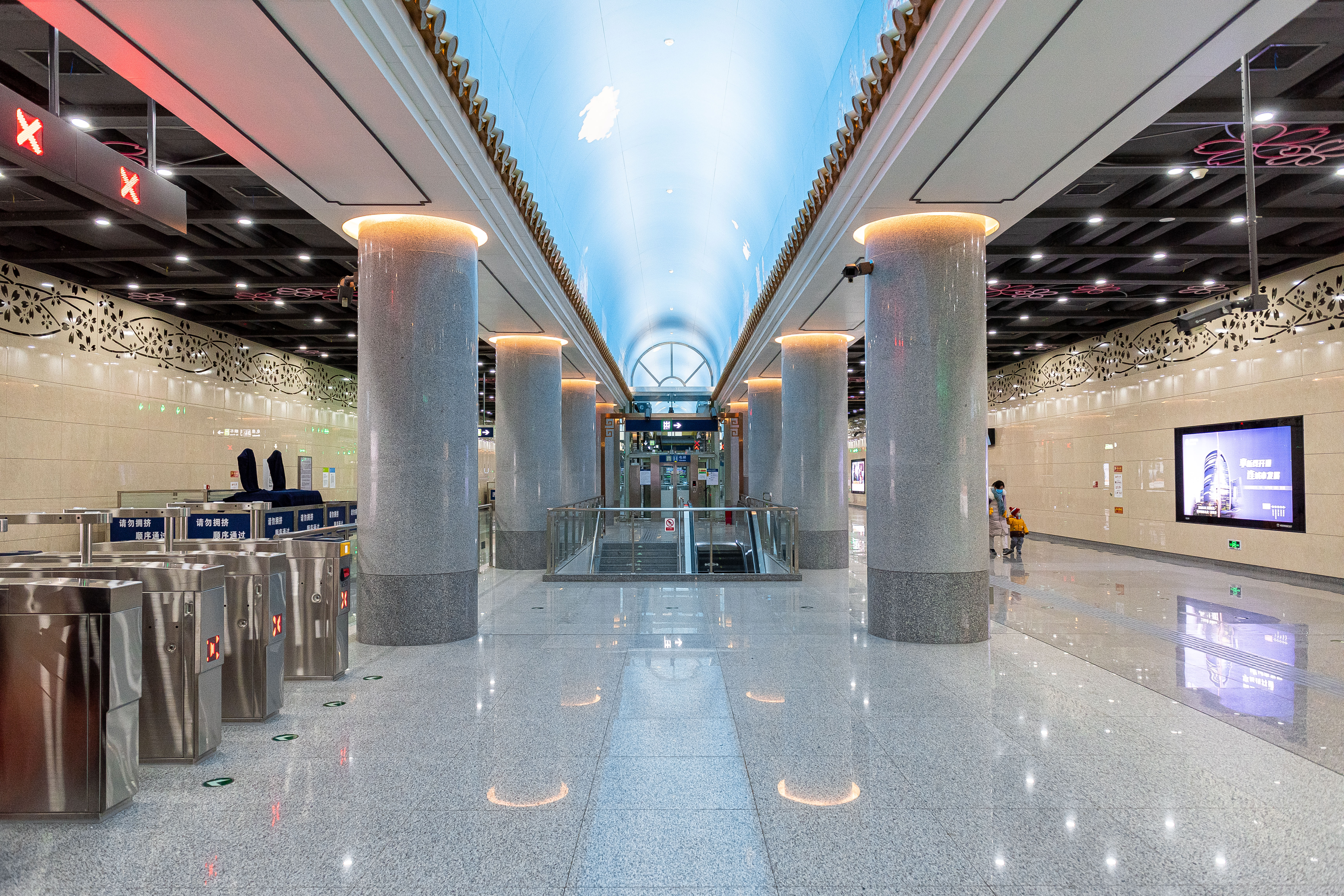
コンコース
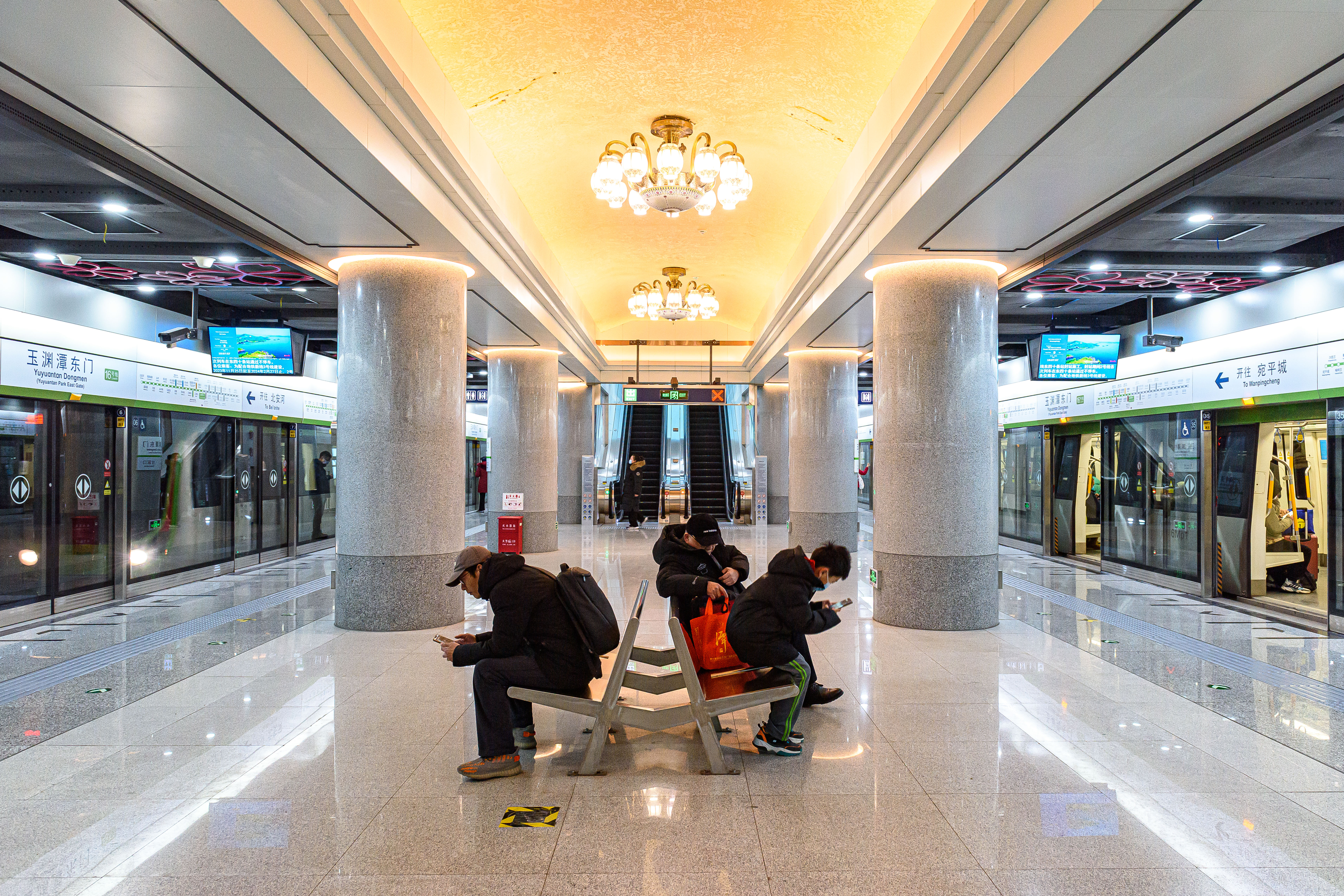
ホーム

### のりば
| 番線   | 路線     | 行先               |
| ------ | -------- | ------------------ |
| 北方面 | ■ 16号線 | 蘇州街・北安河方面 |
| 南方面 | ■ 16号線 | 豊台駅・宛平城方面 |

## 駅周辺
- 玉淵潭公園（中国語版）
- 釣魚台大酒店（中国語版）
- 釣魚台国賓館
- 国家能源局（中国語版）
- 中華人民共和国国家発展改革委員会
- 南沙溝小区

## 隣の駅
北京地下鉄
■ 16号線
甘家口駅 - 玉淵潭東門駅 - 木樨地駅